# Quadriga (EU-Politik)
Quadriga ist ein informelles Gremium von Vertretern der Europäischen Zentralbank (EZB), des Internationalen Währungsfonds (IWF), der Europäischen Kommission (EU) und des Europäischen Stabilitätsmechanismus (ESM).
Die Quadriga löst ab Juli 2015 die frühere Troika aus IWF, EZB und EU-Kommission ab, indem der ESM hinzutritt. Sie verhandelt mit Staaten, die sich wie Griechenland in Zahlungsschwierigkeiten befinden, über Kreditprogramme und damit verbundene Auflagen.
Mit Griechenland verhandeln namens der Quadriga folgende Personen:
- EZB: Rasmus Rüffer aus Deutschland[1]
- IWF: Delia Velculescu aus Rumänien[2]
- EU: Declan Costello aus Irland[3]
- ESM: Nicola Giammarioli aus Italien[4]